# 大絨鼻鯰
大絨鼻鯰，為輻鰭魚綱鯰形目毛鼻鯰科的其中一種。分布於南美洲巴西托坎廷斯河流域，體長可達2.2公分，棲息在底層水域，生活習性不明。